# Asier Martínez
Asier Martínez Echarte (* 22. April 2000 in Pamplona) ist ein spanischer Leichtathlet, der sich auf den 110-Meter-Hürdenlauf spezialisiert hat. 2022 wurde er in München Europameister und gewann bei den Weltmeisterschaften in Eugene die Bronzemedaille.

## Sportliche Laufbahn
Erste internationale Erfahrungen sammelte Asier Martínez im Jahr 2019, als er bei den U20-Europameisterschaften in Borås mit 14,23 s im Halbfinale ausschied. 2021 gelangte er bei den Halleneuropameisterschaften in Toruń bis in das Finale und belegte dort mit neuer Bestleistung von 7,60 s über 60 Meter Hürden den vierten Platz. Im Juli siegte er in 13,34 s bei den U23-Europameisterschaften in Tallinn und qualifizierte sich zudem für die Olympischen Sommerspiele in Tokio, bei denen er mit neuer Bestleistung von 13,22 s im Finale den sechsten Platz belegte. Im Jahr darauf erreichte er bei den Hallenweltmeisterschaften in Belgrad das Finale und klassierte sich dort mit 7,57 s auf dem vierten Platz über 60 Meter Hürden. Im Mai wurde er beim British Grand Prix in 13,32 s Dritter und bei den Bislett Games in 13,30 s gelangte er auf Rang zwei. Im Juli erreichte er bei den Weltmeisterschaften in Eugene das Finale und gewann dort in 13,17 s überraschend die Bronzemedaille hinter den US-Amerikanern Grant Holloway und Trey Cunningham. Anschließend siegte er bei den Europameisterschaften in München mit neuer Bestleistung von 13,14 s. 2023 bestritt er nur die Hallensaison und konnte verletzungsbedingt nicht im Freien an den Start gehen. Im Jahr darauf wurde er bei den Hallenweltmeisterschaften in Glasgow im Halbfinale disqualifiziert. Im Mai siegte er in 13,36 s beim Meeting International de Montreuil und belegte dann im Juni bei den Europameisterschaften in Rom in 13,45 s den vierten Platz. Anschließend schied er bei den Olympischen Sommerspielen in Paris mit 13,35 s im Halbfinale aus.
2025 klassierte er sich bei den Halleneuropameisterschaften in Apeldoorn mit 7,68 s auf dem siebten Platz über 60 m Hürden.
In den Jahren 2020 und 2022 wurde Martínez spanischer Meister im 110-Meter-Hürdenlauf sowie 2021, 2022 und 2024 Hallenmeister über 60 Meter Hürden.

## Persönliche Bestzeiten
- 110 m Hürden: 13,14 s (−0,2 m/s), 17. August 2022 in München
  - 60 m Hürden (Halle): 7,49 s, 28. Januar 2024 in Val-de-Reuil